# مت ویلیامز (تهیه‌کننده تلویزیونی)
مت ویلیامز (انگلیسی: Matt Williams؛ زادهٔ ۱۹۶۴) یک نویسنده و تهیه‌کننده تلویزیونی اهل ایالات متحده آمریکا است.

## فیلمشناسی
- جایی که قلب است (۲۰۰۰)